# Nowy Lubosz
Nowy Lubosz – wieś w Polsce położona w województwie wielkopolskim, w powiecie kościańskim, w gminie Kościan.
W okresie Wielkiego Księstwa Poznańskiego (1815-1848) miejscowość wzmiankowana jako Lubosz nowy należała do wsi większych w ówczesnym pruskim powiecie Kosten rejencji poznańskiej. Lubosz Nowy należał do okręgu kościańskiego tego powiatu i stanowił część majątku Racat (niem. Razoten, dziś Racot), który należał wówczas do byłego króla Niderlandów (Wilhelma I). Według spisu urzędowego z 1837 roku Lubosz Nowy liczył 260 mieszkańców, którzy zamieszkiwali 32 dymy (domostwa).
W latach 1975–1998 miejscowość administracyjnie należała do województwa leszczyńskiego.